# رز کنتر
رز کنتر (انگلیسی: Ros Canter؛ زادهٔ ۱۳ ژانویهٔ ۱۹۸۶) یک سوارکار بریتانیایی است. او در ۱۳ ژانویه ۱۹۸۶ به دنیا آمد و در مزرعه ای در لینکلن شایر بزرگ شد. او در المپیک ۲۰۲۴ پاریس مدال طلا را در مسابقات تیمی به دست آورد. کانتر در مدرسه جونیور کیدگیت تحصیل کرد و بعداً در دانشگاه شفیلد هالام در رشته علوم ورزشی تحصیل کرد. او همچنین در سال‌های جوانی در کنار خواهرانش مگان و هریت از شنا و دویدن لذت می‌برد. آنها همچنین با هم هاکی بازی کردند.
برخی از دستاوردهای قابل توجه کانتر شامل کسب مقام پنجم در مسابقه اسب بدمینتون ۲۰۱۷ و نهم در مسابقات اسب آزمایشی Luhmühlen 2017 است. او طلای تیمی را کسب کرد و به صورت انفرادی در مسابقات قهرمانی اروپا ۲۰۱۷ پنجم شد. او در سال ۲۰۱۸ دو مدال طلا را در بازی‌های سوارکاری جهانی FEI به دست آورد.
کانتر به عنوان پنجمین سوارکار بریتانیایی که در مسابقات قهرمانی جهان قهرمان شده است، عنوان دار می‌باشد. در سال ۲۰۲۲، او در مسابقات قهرمانی جهانی شرکت کرد که در آن به صورت انفرادی و تیمی با Lordships Graffalo چهارم شد.